# Superman (série de curta-metragens)

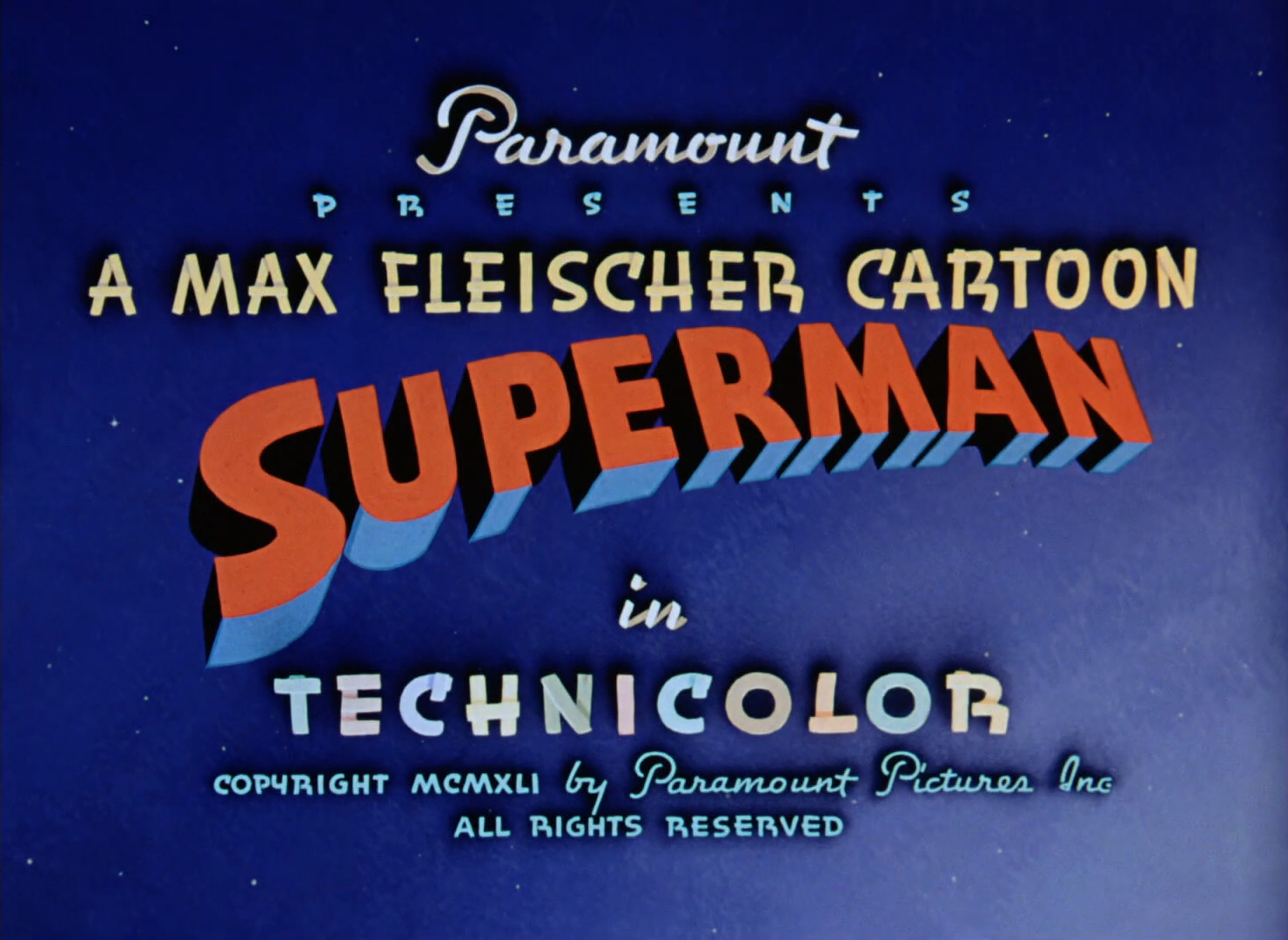
Título do primeiro curta animado do Superman produzido pela Fleischer Studios.

Superman foi uma série de dezessete curta-metragens de animação em Technicolor distribuídos pela Paramount Pictures e baseada no super-herói Superman da DC Comics.
Os primeiros nove curtas-metragens foram produzidos pela Fleischer Studios de 1941 a 1942, enquanto os oito restantes foram produzidos pela Famous Studios, a empresa que sucedeu Fleischer Studios, entre 1942 e 1943.
No Brasil, todos os episódios estão em domínio público, podendo ser usados livremente. Embora a Warner Bros seja detentora de direitos de merchandising sobre a marca super-homem, o mesmo não se aplica à esta animação, não havendo se falar em direitos conexos, sobre obras cujo prazo já expirou desde 1º de janeiro de 2012. Por se tratar de obra audio-visual, milhares de cópias dos originais em 35 milímetros, foram feitas desde a criação do desenho, tendo sido distribuídas, vendidas, alugadas ao redor do mundo e, com o avançar dos anos, foram transferidos para outros meios enquanto perdurou o prazo dos direitos autorais. Com o término do prazo, todos os direitos até então inerentes à obra expiraram, aí incluindo eventuais direitos conexos que até então possuía.

## Antecedentes e contexto
Em 1931, o diretor de animação Bob Clampett, que na época trabalhava para Warner Bros. em Looney Tunes, se aproximou do escritor Edgar Rice Burroughs, com a ideia de produzir um longa de animação baseado em A Princess of Mars, o escritor ficou animado com a possibilidade, uma vez que, com os recursos da época, não seria possível produzir um filme live action satisfatório. Em 1935, Clampett trabalhou ao lado do filho do escritor, o ilustrador, John Coleman Burroughs, Clampett usou técnicas de desenho à mão e rotoscopia, em 1936, apresentou um teste para MGM, o teste foi exibido em cidades pequenas, porém, a reação não foi positiva e o projeto não foi aprovado, um dos motivos apontados, era a estranheza de uma história de terráqueo em Marte, o estúdio chegou a sugerir uma animação baseada em Tarzan, proposta que foi recusada por Clampett, curiosamente, no mesmo ano, a Universal Studios lançou um seriado cinematográfico baseado na tira de jornal Flash Gordon, cuja história guarda semelhanças com a de John Carter, para Clampett, o projeto não foi aprovado por ser mais adulto que Flash Gordon, o teste de animação foi considerado perdido, até que na década de 1970, o neto de Edgar, Danton, encontrou guardado nos arquivos da Edgar Rice Burroughs Inc., tivesse sido produzido, o filme animado de A Princess of Mars, antecederia Branca de Neve e os sete anões da Walt Disney, lançado em 1937 e considerado o primeiro filme animado dos Estados Unidos A Republic Pictures tentara realizar um seriado do Superman, contudo, a National havia negociado coma National Publications, atual DC Comics, negociou com o Fleischer Studios para a produção de curtas metragens de animação que seria produzido entre 1941 e 1942, o estúdio já possuía a licença de outra série de histórias em quadrinhos, Popeye de E. C. Segar, o projeto da Republic foi substituído por Mysterious Doctor Satan (1940), no ano seguinte, Republic adaptou um outro super-herói, o Capitão Marvel da Fawcett Comics (atualmente pertencente a própria DC) no seriado Adventures of Captain Marvel, estrelado por Tom Tyler.